# Kreisgrabenanlage Dresden-Nickern

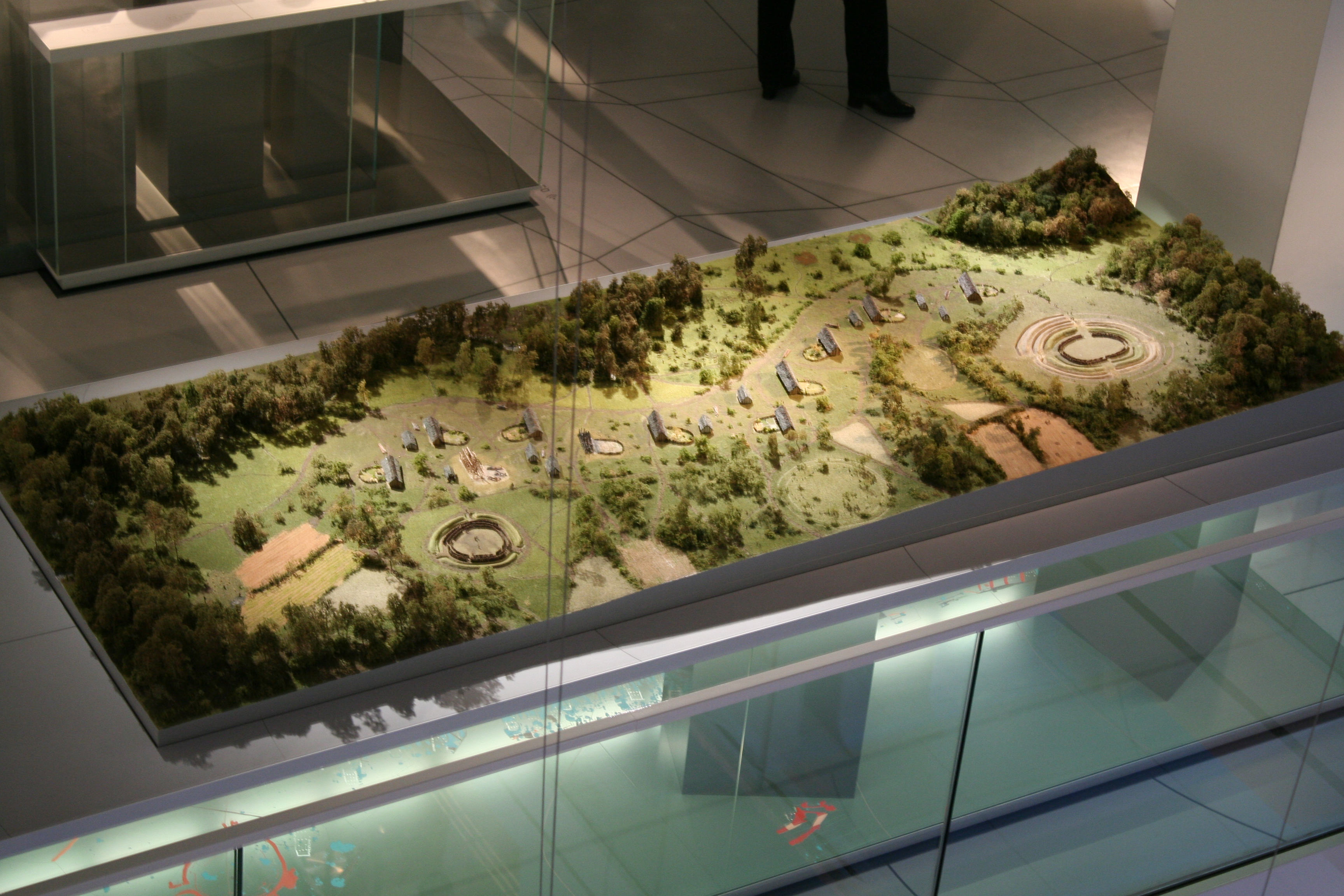
Vereinfachtes Modell des Komplexes im „SMAC“

Die Kreisgrabenanlage Dresden-Nickern ist ein frühzeitlicher Komplex aus mindestens vier eigenständigen Kreisgrabenanlagen im Dresdner Stadtteil Nickern im Gebiet um den Gebergrund. Die Anlagen befinden sich auf mehreren Grabungsflächen, die vor dem Bau eines Zubringers der Bundesautobahn 17 zur Erkundung der Trasse angelegt wurden.
Die Kreisgrabenanlagen werden einer frühzeitlichen bandkeramischen Kultur (5500–4500 v. Chr.) zugeordnet. Nach dem Zweiten Weltkrieg wurden an Südhängen des Dresdner Elbtals um den Stadtteil Nickern zahlreiche Siedlungsspuren bandkeramischer Kulturen gefunden. Die Anlagen stehen sehr wahrscheinlich im Zusammenhang mit ca. 150 ähnlichen Anlagen dieser frühzeitlichen Hochkultur in Mitteleuropa, die in der Zeit von 4800 bis 4600 vor unserer Zeit entstanden. Vergleichbar große Anlagen wurden nach heutigen Erkenntnissen erst während der Bronzezeit ca. 3000 Jahre später wieder errichtet.

## Grabungen

### DD-02
In der ersten Grabungsfläche (DD-02, 50° 59′ 47,7″ N, 13° 47′ 27,2″ O) von 1993 fand man eine Kreisgrabenanlage von 50 m Durchmesser.

### DD-98
1998 fand man eine zweite einfache Kreisgrabenanlage (DD-98, 50° 59′ 47,1″ N, 13° 47′ 11,2″ O) mit einem Durchmesser von 80 m.

### NIE-07
Etwa 50 m südlich von DD-02 fand man 2002 im Grabungfeld NIE-07 (50° 59′ 44,5″ N, 13° 47′ 28″ O) zwei Segmentbögen einer zweiten doppelten Grabenanlage, welche bei einem angenommenen geschlossenen Kreis einen maximalen Durchmesser von 140 m erreicht.

### NIE-09
Ebenfalls 2002 wurde die vierte Anlage (NIE-09, 50° 59′ 47,7″ N, 13° 47′ 0,2″ O) gefunden, welche aus vier konzentrischen Gräben mit einem minimalen Durchmesser von 70 m und einem maximalen Durchmesser von 126 m besteht. Aufgrund weniger Keramikfunde ist die Anlage eindeutig der stichbandkeramischen Kultur zuzuordnen.
Im Inneren der Kreise befanden sich zwei leicht asymmetrisch zu den Gräben verlaufende Palisadenringe (Durchmesser 38 m bzw. 43 m), die einen innersten Bereich von ca. 1140 m² Grundfläche umschlossen. Unsicher ist jedoch, ob alle Teile der Anlage gleichzeitig bestanden. Die Spitzgräben der einzelnen Grabenringe wurden innerhalb weniger Jahre von innen nach außen angelegt, wobei der innerste Kreis meist dreimal, der zweite und dritte Kreis meist zweimal ausgebessert wurde.
Der innerste Kreisgraben wurde am tiefsten ausgehoben, nach außen wurden die Kreise jeweils flacher. Das gesamte Aushubvolumen eines Grabenkreises blieb durch die abnehmende Tiefe bei wachsendem Umfang konstant bei ca. 1000 m³.
Da die Anlage nur zu ca. 15 % im Bereich der Autobahnzubringer-Trasse ausgegraben wurde, wobei nur ein Teil eines Zuganges tangiert wurde, lassen sich über die gesamte Geometrie nur Schlüsse durch Vergleich mit anderen Anlagen ziehen. Auf dieser Basis wird vermutet, dass vier Erdbrücken mit einer Orientierung nach den vier Haupthimmelsrichtungen vorhanden waren.

## Funde
Bei den Ausgrabungen wurden Keramikfiguren, Pfostenabdrücke typischer bandkeramischer Langhäuser sowie Werkzeuge aus Stein, Knochen und Holz gefunden.

## Nutzung
Über die Nutzung der Anlagen kann nur spekuliert werden. Denkbar ist eine Nutzung als Befestigungsanlage, Marktplatz, Kalendarium oder religiöser Tempel, wobei letztere These vor allem von Boulevardblättern verbreitet wurde.

## Bedeutung
Im Vergleich zu ähnlichen bekannten Kreisgrabenanlagen ist die Häufung von vier Anlagen in einem Gebiet mit nur 1 km Durchmesser einzigartig. Einen vierfachen Kreisring wie NIE-09 besitzen nur die Kreisgrabenanlagen in Kyhna bei Leipzig und in Cífer (Slowakei). Nur wenige andere Kreisgrabenanlagen weisen einen höheren Durchmesser auf.
Die Prohliser Funde, die zur selben Siedlung gehörten, stehen bisher einmalig für den bruchlosen Übergang von den Linienbandkeramikern zu den Stichbandkeramikern.
Das Landesamt für Archäologie Sachsen übernahm im Oktober 2001 den Grundriss einer vierfachen Kreisgrabenanlage als Signet.
Die Ausgrabungen und Funde wurden gemessen an ihrer Bedeutung in der lokalen Presse nur marginal erwähnt, eine größere Anzahl von Artikel gab es als Reaktion auf einen Bericht des britischen The Independent im Juni 2005.
Im 2014 eröffneten Staatlichen Museum für Archäologie in Chemnitz ist ein Modell der stichbandkeramischen Siedlung zu sehen.

## „Archaeo-Pfad Dresden“

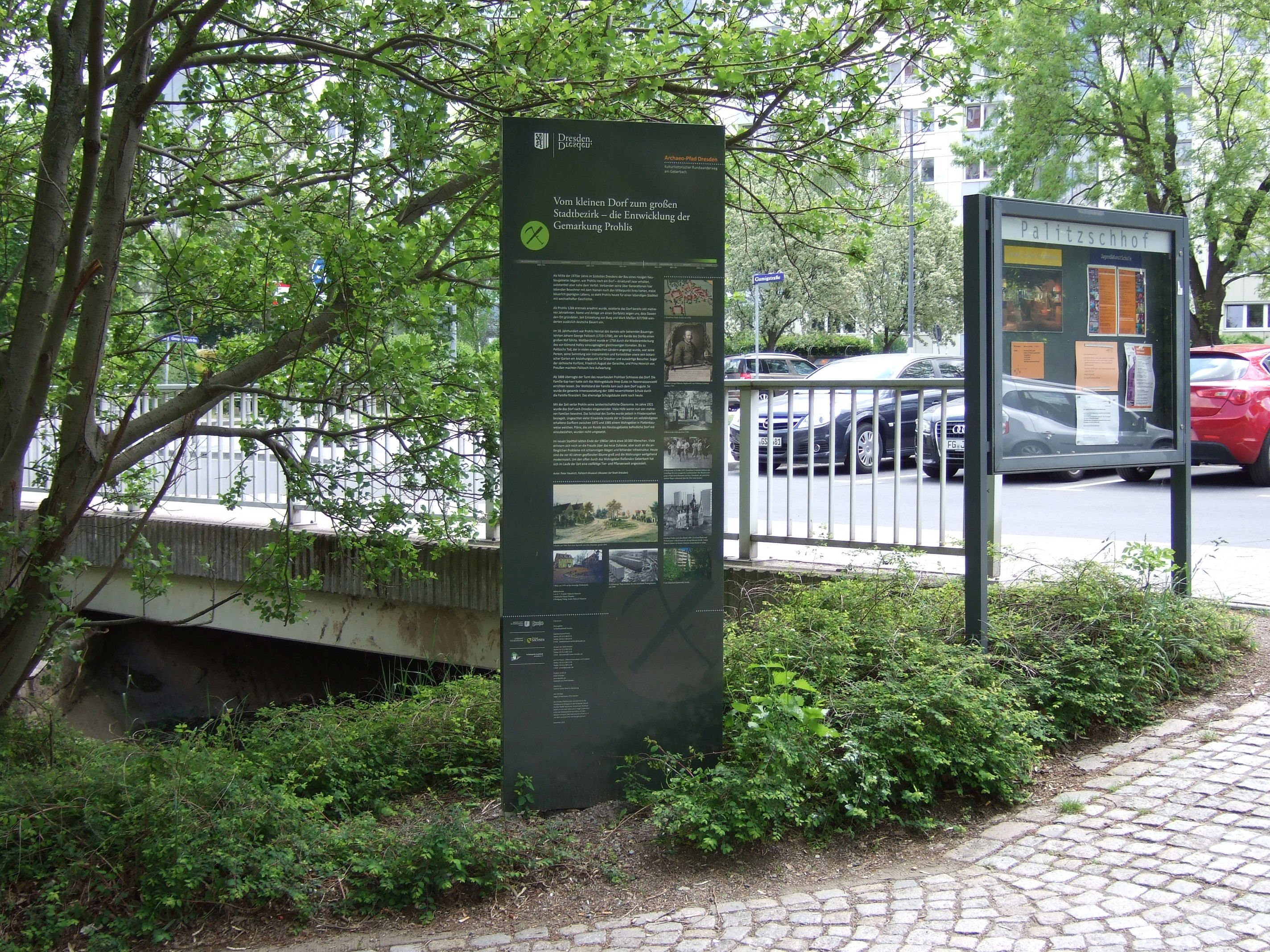
Info-Stele des Archeo-Pfad Dresden am Palitzsch-Museum

Seit Anfang 2020 wird auf elf Info-Stelen eines „kulturhistorischen Rundwanderweges am Geberbach“ über jeweilige archäologische Funde bzw. lokale Geschehnisse informiert. Dazu wurde eine Broschüre Nickern und Prohlis – Archäologie und Geschichte am Geberbach in Dresden vom Landesamt für Archäologie Sachsen herausgegeben.